# 伊號第二十二潛艦
伊号第二二潜水艦（イごうだい22せんすいかん）是大日本帝国海軍伊一六型潜水艦的四号艦。

## 舰历
- 1937年（昭和12年） 决定依据第三次海軍補充計画（通称(3)計画）开始建造。
  - 11月25日 在川崎造船所开工建造，编号为第四十七潜水舰
- 1938年（昭和13年）12月23日 下水，更名为伊号第二二潜水舰
- 1941年（昭和16年）3月10日 竣工。太平洋战争開战時配属至第6艦隊特別攻撃隊，负责将特殊潜航艇（甲標的）运送至夏威夷岛附近海域。本艦搭载的由岩佐直治大尉和佐佐木直吉一等兵曹搭乗甲標的艇遭驱逐舰以深水炸弹攻撃撃沉。之后对夏威夷群岛的约翰斯顿环礁进行艦砲射撃。
  - 5月 参加特殊潜航艇对悉尼港攻撃，负责运输甲標的（艇長：松尾敬宇大尉、艇员：都竹正雄二等兵曹）。甲标的遭澳大利亚海军猎潜艇撃沉之後上浮，并回收两名甲标的乘员的遗体将其火葬。随后返回本土后，被任命负责所罗门群岛的哨戒任務
- 1942年10月5日 在此之后下落不明。
  - 11月12日 确定已经沉没并除籍。战果经确认仅有运输船1艘。

## 歴代艦長

### 艤装員長
1. 藤井昭义 上校：1940年9月20日 -
2. 工藤兼男 中校：1940年11月15日 -

### 艦長
1. 工藤兼男 中校：1944年5月25日 -

## 同名舰
有关1927年（昭和2年）竣工的初代伊号第二二潜水艦，请参见伊号第一二二潜水艦。